# Бауер Яків Янович
Яків (Якоб) Янович Бауер (нар. 1885, містечко Ветсауліс (Вецсаулес) Бауського повіту Курляндської губернії, тепер Латвія — 3 березня 1958, місто Рига, тепер Латвія) — радянський діяч, відповідальний секретар Бугурусланського повітового комітету РКП(б) Самарської губернії, член ВЦВК. Член Центральної контрольної комісії ВКП(б) у 1925—1934 роках. Член Комісії радянського контролю при РНК СРСР у 1934—1938 роках.

## Життєпис
Народився в родині безземельного селянина. Закінчив чотирикласну церковноприходську школу в місті Бауска Курляндської губернії.
З березня 1898 по січень 1906 року — сезонний робітник в Баусці та Мітавському повіті Курляндської губернії.
Член РСДРП(б) з 1905 року.
З січня 1906 по грудень 1909 року перебував у в'язниці за революційну діяльність.
У жовтні 1909 — жовтні 1911 року — робітник цегельні в Мітаві. У листопаді 1911 — листопаді 1912 року — робітник Ризького порту. У листопаді 1912 — жовтні 1913 року — робітник гумотехнічного заводу товариства «Провідник» у Ризі. У листопаді 1913 — січні 1914 року — робітник вагонобудівного заводу акціонерного товариства «Фенікс» у Ризі.
З січня по травень 1914 року перебував у Ризькій в'язниці за революційну діяльність.
У травні 1914 — серпні 1915 року — контролер каси хворих гумотехнічного заводу товариства «Провідник» у Ризі.
У серпні 1915 — листопаді 1916 року — робітник Самарського військового трубочного заводу.
З листопада 1916 по лютий 1917 року перебував у в'язниці міста Самари за революційну діяльність.
У лютому 1917 — липні 1918 року — член заводського комітету та правління Самарського трубочного заводу.
У липні — жовтні 1918 року — боєць особливого комуністичного загону на фронті проти Чехословацького корпусу, Мелекеський повітовий продовольчий комісар Самарської губернії.
У жовтні 1918 — липні 1919 року — завідувач житлової частини комунального відділу в Самарі.
У липні 1919 — листопаді 1922 року — Бугульмінський повітовий продовольчий комісар Самарської губернії, Ставропольський повітовий продовольчий комісар Самарської губернії.
У листопаді 1922 — травні 1924 року — відповідальний секретар Бугурусланського повітового комітету РКП(б) Самарської губернії.
У червні 1924 — лютому 1926 року — голова Самарської губернської контрольної комісії ВКП(б) — робітничо-селянської інспекції.
У лютому 1926 — жовтні 1930 року — член колегії, керуючий торгової групи Народного комісаріату робітничо-селянської інспекції СРСР, член Експертної наради при Економічній нараді РРФСР у Москві.
У жовтні 1930 — лютому 1934 року — голова Західної обласної контрольної комісії ВКП(б) — робітничо-селянської інспекції в місті Смоленську.
У лютому 1934 — вересні 1936 року — уповноважений Комісії радянського контролю при РНК СРСР по Саратовському краю (області).
У вересні 1936 — червні 1937 року — завідувач бюро скарг при уповноваженому Комісії радянського контролю при РНК СРСР по місту Ленінграду, Ленінградській області та Карельській АРСР.
У липні 1937 — лютому 1938 року — в.о. керівника групи місцевої промисловості, промислової кооперації та житлово-комунального господарства Комісії радянського контролю при РНК СРСР. 23 лютого 1938 року звільнений від роботи в Комісії радянського контролю при РНК СРСР.
У березні 1938 — 1939 року — інспектор житлового відділу виконавчого комітету Свердловської районної ради міста Москви.
9 травня 1938 року виключений із членів ВКП(б).
У 1939 — березні 1942 року — слюсар-механік 8-го Московського механічного заводу промислової кооперації.
У березні 1942 — жовтні 1944 року — пенсіонер, бджоляр радгоспу «1-е Мая» Ардакського району Саратовської області.
У жовтні 1944 — вересні 1947 року — керуючий будинками Сільгоспбанку на станції Пріедайне Бабітської волості Ризького повіту Латвійської РСР.
Член ВКП(б) з лютого 1947 року.
У вересні 1947 — листопаді 1949 року — пропагандист Бабітського волосного комітету КП(б) Латвії в Сальській волості Ризького повіту. У листопаді 1949 — січні 1950 року — пропагандист Сальського волосного комітету КП(б) Латвії в Сальській сільській раді Ризького повіту. З лютого по березень 1950 року не працював через хворобу.
У квітні 1950 — січні 1955 року — голова колгоспу «Спілве» Ризького району; голова колгоспу імені Я. Райніса Ризького району Латвійської РСР.
31 грудня 1954 року Якову Бауеру відновлений партійний стаж із 1905 року із перервою в 1938—1947 роках.
З січня 1955 року — на пенсії, секретар партійної організації колгоспу «Спілве» Ризького району Латвійської РСР.
З березня 1955 року — персональний пенсіонер союзного значення в Ризі.
Помер 3 березня 1958 року, похований в Ризі на цвинтарі Райніса.